# Первый дивизион чемпионата мира по хоккею с шайбой 2020
Чемпионат мира по хоккею с шайбой 2020 года в I-м дивизионе — спортивное соревнование по хоккею с шайбой под эгидой ИИХФ, которое планировалось провести с 24 апреля по 2 мая в столице Словении Любляне и в польском городе Катовице.
- Международная федерация хоккея (IIHF) из-за распространения коронавирусной инфекции COVID-19 отменила чемпионат мира в первом дивизионе.

## Итоги
- По итогам турнира в группе А: команды, занявшие первое и второе места должны были получить право играть в ТОП-дивизионе чемпионата мира 2021 года, а команда, занявшая последнее место, перешла бы в группу B первого дивизиона чемпионата мира 2021 года.
- По итогам турнира в группе B: команда, занявшая первое место, должна была получить право играть в 2021 году в группе А, а команда, занявшая последнее место, перешла бы в группу A второго дивизиона чемпионата мира 2021 года.

## Участвующие команды
В чемпионате должны были принять участие 12 национальных команд — десять из Европы и две — из Азии. Сборная Франции и сборная Австрии вылетели из ТОП-дивизиона, сборная Сербии перешла из второго дивизиона, остальные — с прошлогоднего турнира первого дивизиона.

### Группа А
| Сборная          | Квалификация                                                                 |
| ---------------- | ---------------------------------------------------------------------------- |
| Франция          | Заняла 8-е место в группе A топ-дивизиона и опустилась оттуда в 2019 году    |
| Австрия          | Заняла 8-е место в группе B топ-дивизиона и опустилась оттуда в 2019 году    |
| Республика Корея | Заняла 3-е место в группе A первого дивизиона в прошлом году                 |
| Словения         | Хозяева, заняла 4-е место в группе A первого дивизиона в прошлом году        |
| Венгрия          | Заняла 5-е место в группе A первого дивизиона в прошлом году                 |
| Румыния          | Заняла 1-е место в группе B первого дивизиона и поднялась оттуда в 2019 году |

### Группа В
| Сборная | Квалификация                                                                  |
| ------- | ----------------------------------------------------------------------------- |
| Литва   | Заняла 6-е место в группе А первого дивизиона и опустилась оттуда в 2019 году |
| Польша  | Хозяева, заняла 2-е место в группе B первого дивизиона в прошлом году         |
| Япония  | Заняла 3-е место в группе B первого дивизиона в прошлом году                  |
| Эстония | Заняла 4-е место в группе B первого дивизиона в прошлом году                  |
| Украина | Заняла 5-е место в группе B первого дивизиона в прошлом году                  |
| Сербия  | Заняла 1-е место в группе А второго дивизиона и поднялась оттуда в 2019 году  |

## Судьи

### Группа А
Для участия в турнире было заявлено 7 главных и 7 боковых судей.
| Referees | Linesmen |
| --- | --- |
| - Jeff Ingram - Sirko Hunnius - Andris Ansons - Roy Stian Hansen - Denis Naumov - Miroslav Štefík - Christoffer Holm | - Josef Špůr - Andreas Weise Kroyer - Joona Elonen - Nicolas Constantineau - Yevgeni Yudin - Gašper Jaka Zgonc - Park Jun-soo |

### Группа В
Для участия в турнире было заявлено 4 главных и 7 линейных судей.
| Referees                                                          | Linesmen |
| ----------------------------------------------------------------- | --- |
| - Nicolas Cregut - Dean Smith - Robert Hallin - Milan Zrnic       | \| - Gabriel Gaube - Ulrich Pardatscher - Uldis Bušs - Mateusz Bucki \| - Rafał Noworyta - Ivan Nedeljković - Kevin Briganti \| |
| - Gabriel Gaube - Ulrich Pardatscher - Uldis Bušs - Mateusz Bucki | - Rafał Noworyta - Ivan Nedeljković - Kevin Briganti                                                                            |